# Peñahorada
Peñahorada, es una localidad situada en la provincia de Burgos, comunidad autónoma de Castilla y León (España), comarca de Alfoz de Burgos. Su situación administrativa es la de Entidad Local Menor dependiente del ayuntamiento de Merindad de Río Ubierna.

## Datos generales
Está situada 8 km al norte de la capital del municipio, Sotopalacios, junto a las localidades de La Molina, Villaverde Peñahorada y Gredilla la Polera. Situada en un desfiladero coincidente con la divisoria entre las cuencas Atlántica, río de la Hoz, afluente del río Ubierna; y Mediterránea, río de la Molina, afluente del Homino.

## Comunicaciones
- Carretera:  En el punto kilométrico 19 de la carretera autonómica  CL-629  de Sotopalacios  N-623  a El Berrón  BI-636  pasando por Villarcayo y también por el puerto de La Mazorra.
- Ferrocarril: Hasta su cierre en 1985, el municipio contaba con una estación del ferrocarril de la línea Santander-Mediterráneo.

## Historia
Lugar que formaba parte, de la Jurisdicción de Río Ubierna en el Partido de Burgos, uno de los catorce que formaban la Intendencia de Burgos, durante el periodo comprendido entre 1785 y 1833, en el Censo de Floridablanca de 1787, jurisdicción de realengo, alcalde pedáneo.
Antiguo municipio, denominado entonces Peñaorada, de Castilla la Vieja en el Partido de Burgos código INE- 095091 que en el censo de la matrícula catastral contaba con 32 hogares y 118 vecinos. Entre el censo de 1857 y el anterior, este municipio desaparece porque se integra en el municipio 09222 La Molina de Ubierna.

## Escuela de escalada deportiva
Es la zona de escalada deportiva más destacada de la provincia de Burgos. En esta pequeña escuela se puede disfrutar de una escalada variada en cuanto a vías y grados.

## Parroquia

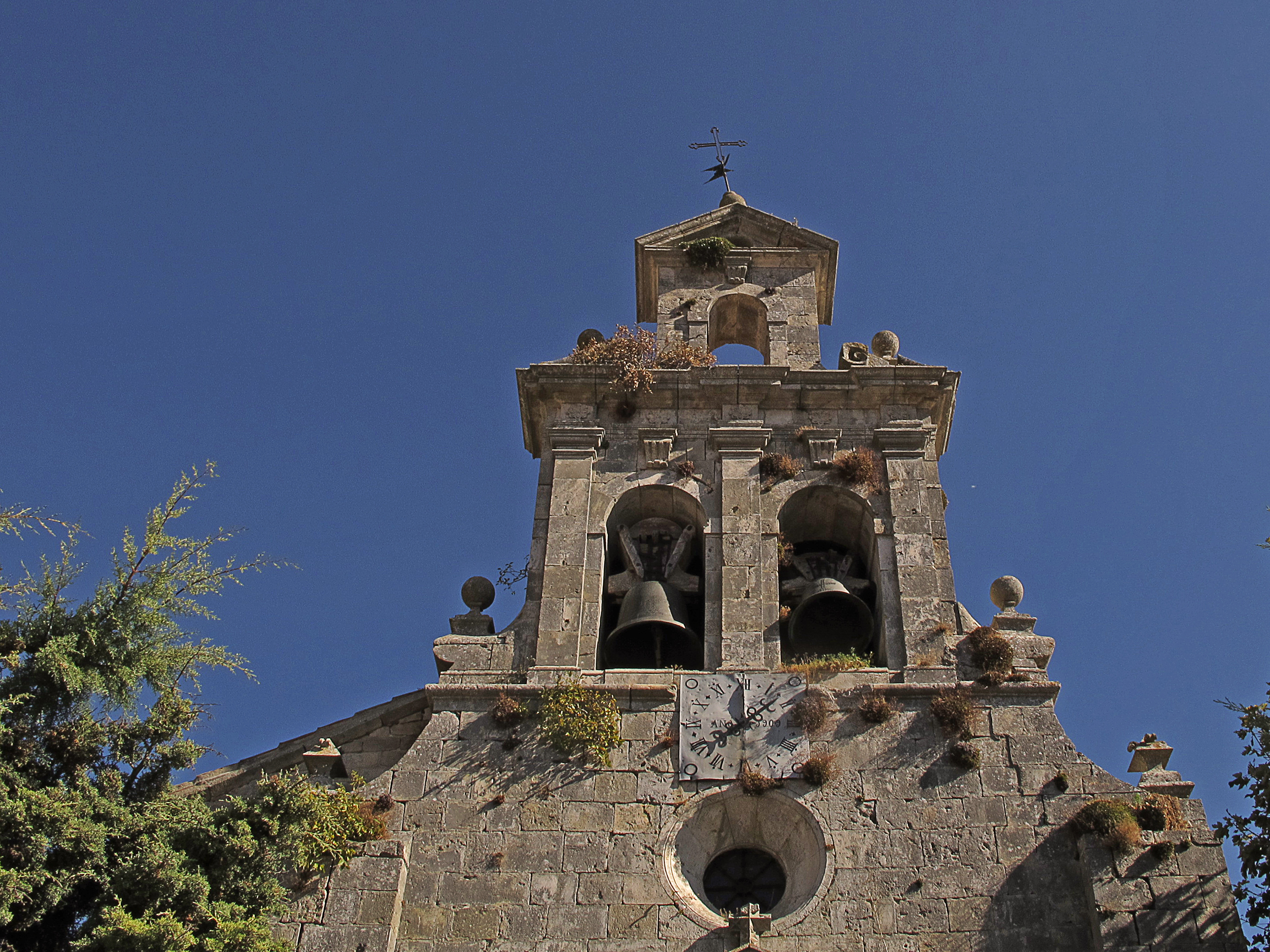
Iglesia de San Esteban Protomártir

Iglesia de San Esteban Protomártir, dependiente de la parroquia de Ubierna, en el arciprestazgo de Ubierna Úrbel.